# Vari-Voula-Vouliagmeni
Vari-Voula-Vouliagmeni (en griego, Βάρη-Βούλα-Βουλιαγμένη, AFI: [ˈvaɾi ˈvula vuʎaɣˈmɛni]), oficialmente Municipio de Vari-Voula-Vouliagmeni (en griego, Δήμος Βάρης-Βούλας-Βουλιαγμένης, AFI: [ˈðimos ˈvaɾis ˈvulas vuʎaɣˈmɛnis]), es un municipio de la periferia de Ática que fue creado con el plan Calícrates. El municipio fue diseñado a partir de la fusión de los pueblos de Vari, Vouliagmeni y Voula. La extensión del municipio es de 37,225 km² y su población es de 48 399 habitantes de acuerdo con el censo del año 2011. La sede administrativa del pueblo se encuentra en Voula. Pertenece administrativamente a la unidad periférica de Ática Oriental.

## Unidades municipales
El municipio de Vari-Voula-Vouliagmeni se divide en tres unidades municipales (en griego, δημοτικές ενότητες, AFI: [ðimotiˈces eˈnotites]), que equivalen a cada uno de los tres pueblos fusionados antes de la aplicación del plan Calícrates.

### Unidad municipal de Vari
Su extensión es de 22,189 km² y su población es de 15 855 habitantes (2011). Su sede administrativa es Vari.

### Unidad municipal de Voula
Su extensión es de 8,787 km² y su población es de 28 364 habitantes (2011). Su sede administrativa es Voula.

### Unidad municipal de Vouliagmeni
Su extensión es de 5,805 km² y su población es de 4 180 habitantes (2011). Su sede administrativa es Vouliagmeni.